# Grigorij Margulis
Grigorij Aleksandrowicz Margulis (ur. 24 lutego 1946 w Moskwie) – matematyk rosyjsko-amerykański.

## Życiorys
W 1967 ukończył studia matematyczne na Uniwersytecie Moskiewskim, a w 1970 został kandydatem nauk (odpowiednik stopnia doktora w Polsce) i rozpoczął pracę w Instytucie Problemów Przesyłu Informacji. Już w 1968 otrzymał pierwszą nagrodę za swoje badania naukowe, od Moskiewskiego Towarzystwa Matematycznego. Światową sławę zyskał w 1978, gdy został uhonorowany Medalem Fieldsa za badania nad grupami Liego. Dzięki temu w 1979 przebywał przez trzy miesiące na Uniwersytecie Bońskim. W 1983 uzyskał tytuł doktora nauk (odpowiednik polskiej habilitacji). W latach 1988–1991 był zapraszany m.in. do Max-Planck-Institut für Mathematik w Bonn, Collège de France w Paryżu, na Uniwersytet Harvarda w Cambridge i do Instytutu Studiów Zaawansowanych w Princeton. W 1991 został profesorem matematyki na Uniwersytecie Yale, otrzymał medal Collège de France i został honorowym członkiem Amerykańskiej Akademii Sztuk i Nauk. W 1995 uhonorowano go niemiecką Nagrodą Humboldta, w 1997 rosyjską Nagrodą Łobaczewskiego, a w 2005 izraelską Nagrodą Wolfa. Laureat Nagrody Abela (2020). Poza tym otrzymał honorowy doktorat na Uniwersytecie w Bielefeldzie, jest członkiem Instytutu Badań Podstawowych Tata w Mumbaju oraz amerykańskiej National Academy of Sciences.